# Ландвойт
Ландво́йт, укр. лентвійт, ландвійт, лантвойт, лентвойт, лянтвойт (пол. Landwójt, нім. Landvogt, лат. viceadvocatus) — тевтонський командор в країні, шериф в середньовічній Англії. 
А у період з XIII ст. по XVI ст. в Польщі — це у першу чергу княжий урядник, хто має широкі повноваження у створених судовій та адміністративній одиницях т.зв. (лат. districtus) на основі Німецького права «Weichbildzie», у виборах муніципального службовця, котрий був намісником для войта чи старости, під привілеєм міста (згідно з Магдебурзьким правом). 
Ландвойт здійснював владу над усіма поселеннями (пол. osada) у Краю (лат. districtus), на основі закону при виконанні своїх функцій поліції й адміністрації. До компетенції ландвойта входило також головування «судом ленським» (становим), у селах, що належали місту. Ці суди керували в справах війтів і солтисів (мерів). Склад такого суду — крім ландвойта, складався з шести присяжних лавників, рівні судовому рангові.
Лентвійтівський уряд, як і війтівський, був запозичений з німецьких земель до польських та литовських, а звідти потрапив на українські землі. 

## У Великому князівстві Литовському
1. У Великому князівстві Литовському це старший у маєтку начальник над войтами, десятниками й ін.[5];
2. котрий мав спадкове право на війтівство[6];
3. непрофесійний член суду, який являв соціальний аспект справедливості;

## У Польщі
- член правління міста або муніципалітету у стародавній Польщі.

## На теренах України
В українських містах, де діяло Магдебурзьке право, лентвійт був заступником війта і зазвичай виконував функції судочинства. Також лентвійт стежив за порядком і дотриманням християнської моралі у місті, інколи  йому  доручали  стягнення  з  міщан  заборгованості. Зазвичай  свій  уряд  лентвійт  отримував  як  плату за  служіння  війту,  або  ж  брав  його  в  оренду  чи  заставу. За  своїм соціальним та національним походженням лентвійти здебільшого були місцевими міщанами, хоча траплялися шляхтичі-поляки. Відомі випадки суміщення  уряду  лентвійта  з  раєцьким/бурмистровським.  На  своїх урядах лентвійти перебували різний час – від кількох місяців до багатьох років. Маючи у руках значну владу, лентвійти подеколи нею зловживали.